# Movimentos da ginástica artística
Abaixo, em tabela, estão listados os movimentos da ginástica artística, bem como suas descrições de execução e valores atribuídos. Note que os mesmos podem sofrer variação a cada troca de ciclo, que ocorre de quatro em quatro anos, sempre após a realização de uma Olimpíada.
Os movimentos estão inseridos por ordem alfabética. Os retirados do Código de Pontos, receberão marcação. Na tabela constam movimentos da WAG (feminina) e da MAG (masculino).

## Movimentos básicos
Abaixo, em tabela, constam os movimentos e as posições básicos e de aprendizagem da ginástica artística, que são usados, tanto nas categorias de base, quanto nas categorias seniores femininas e masculinas.
| Nome                      | Descrição | Aparelho original |
| ------------------------- | --- | ----------------- |
| Abertura                  | Ação muscular de extensão da articulação dos quadris | -                 |
| Avião                     | Posição de equilíbrio em que o ginasta mantém uma perna no chão e eleva a outra para trás, com os braços abertos                                                                                             | BB                |
| Carpado                   | As pernas estendidas formam um ângulo (preferencial de 90º) com o tronco | -                 |
| Empunhaduras              | São tomadas, pegadas ou presas, que representam várias maneiras do executante segurar as barras e manter-se nelas                                                                                            | UB / HB / PB      |
| Estendida                 | Posição ou parada em que o corpo deve estar em linha reta, sem nenhum ângulo |                   |
| Flic-Flac                 | Movimento preparatório para acrobacias. O ginasta levanta os braços esticados ao mesmo tempo em que seus pés deixam o solo, usando um grande impulso dos ombros. Pode ser executado para frente ou para trás | -                 |
| Giro de quadril para trás | Chamado oitava de apoio para apoio. O corpo executa um giro completo em torno do eixo transversal | UB                |
| Giro gigante              | Uma rotatória em volta da barra de 360º, executada com todo o corpo na posição estendida | UB / HB           |
| Grupada                   | Posição em que todas as partes do corpo se flexionam e se aproximam de ponto central corporal. As pernas devem estar flexionadas e a testa deve tocar o joelho                                               | -                 |
| Parada de mãos            | O corpo deve permanecer na linha do pulso. Dedos afastados permitem melhor equilíbrio | -                 |
| Mortal                    | Movimento de locomoção para frente ou para trás, em que o ginasta não gira em torno de si Suas variantes são: carpada, estendida e grupada                                                                   | -                 |
| Salto pak                 | É usado para passar da barra mais baixa para a mais alta. A ginasta faz um movimento semelhante com o flic-flac, pois o salto park é também um movimento preparatório pontuado                               | UB                |

## Movimentos criados por ginastas
Abaixo, em uma tabela, constam os movimentos nomeados, após a execução primeira de um ginasta, em Campeonato Mundial de Ginástica Artística ou Olimpíada, de realizações apenas nas categorias seniores.
| Nome        | Descrição | Aparelho | Primeiro executante | Ano  | Nacionalidade                               | No CoP |
| ----------- | --- | -------- | ------------------- | ---- | ------------------------------------------- | ------ |
| Conner Spin | Em uma das barras, ginasta gira 360º, a envolvendo, e segue à parada de mãos | PB       | Bart Conner         |      | Estados Unidos                              |        |
| Diamidov    | Esticado, o ginasta segura com uma mão um dos barrotes e gira em torno do próprio corpo | PB       |                     |      |                                             |        |
| Dos Santos  | (popularmente conhecido como uma pirueta de giro em torno de si) seguido de um mortal duplo. | FX       | Daiane dos Santos   | 2003 | Brasil                                      |        |
| Janz        | - | UB       | Karin Janz          | 1971 | Alemanha Oriental                           |        |
| Korbut      | Chamado backflip. A ginasta apóia os pés na barra mais alta, salta de costas e retoma na pegada frontal a mesma barra. | UB       | Olga Korbut         | 1968 | União das Repúblicas Socialistas Soviéticas |        |
| Stützkehre  | Parada de mãos; Pequena projeção dos ombros à frente e as pernas descem mantendo o corpo todo firme; Passagem pelo apoio normal - As pernas devem, agora, ser chutadas para frente e para cima; O braço de apoio conduz o corpo, dando direção e altura; Queda no apoio invertido, seguido de nova parada de mãos |          |                     |      |                                             |        |
| Tkachev     | O ginasta larga a barra, passa de costas por cima dela na posição carpada ou com as pernas separadas, e em seguida, pega a barra novamente. | HB       | Alexander Tkachev   |      | União das Repúblicas Socialistas Soviéticas |        |
| Hypolito 3  | - | FX       | Diego Hypólito      |      | Brasil                                      |        |